# XXV Universiade
La XXV Universiade estiva (XXV Летња универзијада 2009.) si è svolta a Belgrado, in Serbia, dal 1° al 12 luglio 2009. Vi hanno partecipato circa 8500 atleti provenienti da più di 170 nazioni, impegnati in 21 discipline sportive.

## Assegnazione
Il 10 gennaio 2005 il Comitato esecutivo della FISU attribuì sia l'edizione invernale delle Universiadi per il 2009, sia quella estiva.
Assieme a Belgrado avevano presentato la propria candidatura anche le seguenti città:
- Monterrey, Messico
- Poznań, Polonia

## Mascotte
La mascotte delle Universiadi estive 2009 è un passero. Gli organizzatori hanno scelto il passero non solo per il suo legame simbolico con la città ospitante, ma anche perché rappresenta un uccello veloce, dinamico e abile, attributi necessari per chi gareggia alle Universiadi. La mascotte ha ricevuto un nuovo look più moderno nel 2009 e una competizione ha iniziato a nominare il passero di Belgrado. I tre nomi definitivi per il passero sono stati pubblicati sui media serbi nell'aprile 2009, con i finalisti Srba, Cvrle e Dživdžan. La votazione finale è stata lasciata ai 10.000 volontari dell'Universiade che hanno scelto a stragrande maggioranza il nome "Srba".

## Le Universiadi

### Paesi partecipanti
| Africa |
| --- |
| - Algeria (27) - Angola (3) - Benin (5) - Botswana (17) - Burkina Faso (2) - Comore (2) - RD del Congo (5) - Rep. del Congo (7) - Costa d'Avorio - Egitto (41) - Guinea Equatoriale (2) - Ghana (41) - Guinea-Bissau - Kenya (2) - Liberia (5) - Libia (9) - Madagascar (2) - Marocco (32) - Mozambico (11) - Namibia (8) - Nigeria (29) - Senegal (11) - Sudafrica (113) - Sudan (2) - eSwatini (2) - Tanzania (1) - Togo (2) - Tunisia (1) - Uganda (40) - Zambia (9) - Zimbabwe (2) |
| America |
| - Antille Olandesi (11) - Argentina (9) - Brasile (129) - Canada (211) - Cile (4) - Colombia (7) - Costa Rica (5) - Cuba (9) - Rep. Dominicana (3) - Ecuador (8) - El Salvador (2) - Guatemala (12) - Haiti (2) - Honduras (5) - Isole Vergini Americane (2) - Messico (102) - Panama (2) - Paraguay (4) - Perù (4) - Porto Rico (1) - Stati Uniti (107) - Uruguay (22) |
| Asia |
| - Afghanistan (3) - Arabia Saudita (29) - Armenia (14) - Azerbaigian (18) - Bahrein (1) - Bhutan (6) - Cina (241) - Corea del Nord (24) - Corea del Sud (175) - Emirati Arabi Uniti (24) - Hong Kong (40) - Indonesia (11) - Iran (41) - Kirghizistan (6) - Libano (40) - Macao (24) - Maldive (2) - Mongolia (26) - Oman (11) - Pakistan (4) - Qatar (6) - Singapore (9) - Sri Lanka (14) - Siria (5) - Taipei Cinese (86) - Tagikistan (2) - Thailandia (61) - Uzbekistan (14) - Vietnam (13) |
| Europa |
| - Albania (4) - Austria (32) - Bielorussia (24) - Belgio (27) - Bosnia ed Erzegovina (37) - Bulgaria (66) - Croazia (52) - Cipro (21) - Rep. Ceca (99) - Danimarca (18) - Estonia (59) - Finlandia (52) - Francia (165) - Germania (116) - Grecia (73) - Irlanda (70) - Italia (203) - Lettonia (39) - Lituania (52) - Macedonia (3) - Moldavia (22) - Monaco (1) - Montenegro (46) - Paesi Bassi (20) - Norvegia (12) - Polonia (200) - Portogallo (46) - Regno Unito (130) - Romania (65) - Russia (308) - Serbia (280) - Slovacchia (41) - Slovenia (95) - Spagna (102) - Svezia (62) - Svizzera (56) - Turchia (8) - Ucraina (188) - Ungheria (131) |
| Oceania |
| - Australia (132) - Nuova Zelanda (21) |

## Programma
Le gare si sono svolte dal 1º al 12 luglio 2009 e hanno riguardato i seguenti sport:
| - Atletica leggera - Calcio - Ginnastica ritmica - Ginnastica artistica - Judo - Nuoto - Pallacanestro - Pallanuoto | - Pallavolo - Scherma - Taekwondo - Tennis - Tennistavolo - Tiro con l'arco - Tuffi |

Gli organizzatori hanno dovuto rinunciare ad organizzare gare per alcuni sport (canoa, canottaggio, karate, tiro, lotta e pallamano) a causa della crisi finanziaria del 2008 che ha messo a dura prova le casse del comitato organizzatore. In un primo momento si era anche pensato di riassegnare la manifestazione ma la mancanza di tempo per la nuova organizzazione ha portato a scegliere un ridimensionamento. Per lo stesso motivo si sono dovute spostare le competizioni di alcuni sport di squadra al di fuori della città di Belgrado, in impianti comunque distanti non più di 90 km.

## Calendario
In tabella viene presentato il calendario della manifestazione. Per ogni giornata e per ogni sport viene indicato il numero di finali disputate, ovvero di medaglie d'oro da assegnare.
| ● | Cerimonia di apertura | ● | Competizioni | ● | Finali | ● | Cerimonia di chiusura |

| Giugno/Luglio         | Giugno/Luglio         | 30 | 01 | 02 | 03 | 04 | 05 | 06 | 07 | 08 | 09 | 10 | 11 | 12 | Totale |
| --------------------- | --------------------- | -- | -- | -- | -- | -- | -- | -- | -- | -- | -- | -- | -- | -- | ------ |
| Cerimonie             | Cerimonie             |    | ●  |    |    |    |    |    |    |    |    |    |    | ●  |        |
| Atletica leggera      | Atletica leggera      |    |    |    |    |    |    | 2  | 6  | 10 | 9  | 9  | 10 |    | 46     |
| Calcio                | Calcio                |    |    |    |    |    |    |    |    |    |    | 2  |    |    | 2      |
| Ginnastica artistica  | Ginnastica artistica  |    |    | 1  | 1  | 2  | 10 |    |    |    |    |    |    |    | 14     |
| Ginnastica ritmica    | Ginnastica ritmica    |    |    |    |    |    |    |    |    |    |    | 2  | 6  |    | 8      |
| Judo                  | Judo                  |    |    |    |    |    |    |    | 4  | 4  | 4  | 4  | 2  |    | 18     |
| Nuoto                 | Nuoto                 |    |    |    |    |    | 4  | 5  | 5  | 7  | 4  | 7  | 8  |    | 40     |
| Pallacanestro         | Pallacanestro         |    |    |    |    |    |    |    |    |    |    |    | 1  | 1  | 2      |
| Pallanuoto            | Pallanuoto            |    |    |    |    |    |    |    |    |    |    |    | 1  | 1  | 2      |
| Pallavolo             | Pallavolo             |    |    |    |    |    |    |    |    |    |    |    | 1  | 1  | 2      |
| Scherma               | Scherma               |    |    | 2  | 2  | 2  | 2  | 2  | 2  |    |    |    |    |    | 12     |
| Taekwondo             | Taekwondo             |    |    | 10 | 4  | 4  | 4  | 4  |    |    |    |    |    |    | 26     |
| Tennis                | Tennis                |    |    |    |    |    |    |    |    |    |    | 2  | 5  |    | 7      |
| Tennistavolo          | Tennistavolo          |    |    |    |    |    |    | 2  | 1  | 2  | 2  |    |    |    | 7      |
| Tiro con l'arco       | Tiro con l'arco       |    |    |    |    |    |    |    |    |    |    | 2  | 8  |    | 10     |
| Tuffi                 | Tuffi                 |    |    |    |    | 2  | 1  | 1  | 2  | 1  | 1  | 4  |    |    | 12     |
| Totale medaglie d'oro | Totale medaglie d'oro |    |    | 13 | 7  | 10 | 21 | 16 | 20 | 24 | 20 | 32 | 42 | 3  | 208    |

## Medagliere
Nazione ospitante 
| Pos. | Paese         | Oro | Argento | Bronzo | Totale |
| ---- | ------------- | --- | ------- | ------ | ------ |
| 1    | Russia        | 27  | 22      | 27     | 76     |
| 2    | Cina          | 22  | 21      | 15     | 58     |
| 3    | Corea del Sud | 21  | 11      | 15     | 47     |
| 4    | Giappone      | 20  | 21      | 32     | 73     |
| 5    | Stati Uniti   | 13  | 13      | 13     | 39     |
| 6    | Ucraina       | 7   | 11      | 13     | 31     |
| 7    | Taipei cinese | 7   | 5       | 5      | 17     |
| 8    | Italia        | 6   | 14      | 11     | 31     |
| 9    | Polonia       | 6   | 10      | 8      | 24     |
| 10   | Serbia        | 5   | 5       | 9      | 19     |